# Meteor Praha VIII
Fotbalový Klub Meteor VIII Praha – klub piłkarski z dzielnicy Libeň w Pradze. Obecnie występuje w Dywizji B (czwarty poziom rozgrywkowy).
W 1925 Meteor był jednym z założycieli ligi czechosłowackiej, w której do wybuchu II wojny światowej rozegrał cztery sezony. W sezonach 2013/14 i 2014/15 występował w ČFL (III liga).

## Historia[1]
2 marca 1896 w miejscowości Libeň (w 1901 przyłączonej do Pragi, "VIII" w nazwie oznacza numer dzielnicy) powstał Sportovní kroužek Kotva, który później przejął nazwę Meteor po rozwiązanym wcześniej klubie kolarskim. Należy do najstarszych istniejących klubów sportowych w stolicy Czech po Slavii, Sparcie i DFC Prag.
W 1925 Meteor przystąpił do profesjonalnej ligi (Asociační liga), w pierwszym sezonie złożonej jedynie z klubów z Pragi (dziś jest uznawany za pierwszy w historii sezon czechosłowackiej ligi). W 1927 skończył kwalifikacje do kolejnego sezonu na ostatnim miejscu i spadł z niej bez ani jednej wygranej, żeby w 1930 powrócić na jeden sezon i ponownie spaść do drugiej ligi nie wygrywając ani jednego meczu. Najlepszym strzelcem tej epoki w dziejach Meteora był Maximilián Schiessl-Máca (24 bramki).
W przedwojennej reprezentacji Czechosłowacji jako zawodnicy Meteora wystąpili Karel Žďárský i  František Ryšavý, który 31 sierpnia 1924 strzelił bramkę w debiucie w towarzyskim meczu przeciwko Rumunii (4:1).
| Meteor w lidze czechosłowackiej (1925–1939) |                                                                            |      |    |    |   |    |    |    |     |     |         |
| Sezon                                       | Rozgrywki                                                                  | Liga | M  | Z  | R | P  | BZ | BS | +/- | Pkt | Miejsce |
| 1925                                        | Liga związkowa Asociační liga                                              | 1    | 9  | 1  | 2 | 6  | 14 | 24 | -10 | 4   | 10.     |
| 1925/26                                     | Liga środkowoczeska Středočeská 1. liga                                    | 1    | 22 | 10 | 2 | 10 | 65 | 76 | -11 | 22  | 7.      |
| 1927                                        | Kwalifikacje ligi środkowoczeskiej Kvalifikační soutěž Středočeské 1. ligy | 1    | 7  | 0  | 1 | 6  | 9  | 31 | -11 | 1   | 8.      |
| ...                                         |                                                                            |      |    |    |   |    |    |    |     |     |         |
| 1930/31                                     | 1. liga związkowa 1. Asociační liga                                        | 1    | 14 | 0  | 1 | 13 | 14 | 79 | -65 | 1   | 8.      |

Legenda: M - mecze, Z - zwycięstwa, R - remisy, P - porażki, BZ - zdobyte bramki, BS - stracone bramki, +/- - bilans bramkowy, P - punkty,      - spadek
W powojennej historii Meteor już nie wystąpił na najwyższym szczeblu rozgrywek. W 1974 awansował do trzeciej ligi, z której po jednym sezonie rywalizacji (m.in. z Sigmą Ołomuniec, Viktorią Žižkov i Ostrojem Opawa) spadł zajmując ostatnie, 16. miejsce w tabeli. Po reformie ligi w 1977 Meteor ponownie znalazł się na trzecim szczeblu i po nieudanej walce o awans w sezonie 1978/79 (zabrakło trzech punktów) kolejna reforma w 1981 zdegradowała klub do czwartej ligi.
Meteor powrócił do trzeciej ligi dopiero w sezonie 2013/2014 i po dwóch sezonach spadł z ČFL z ostatniego miejsca. Aktualnie występuje w Dywizji B (na czwartym poziome rozgrywkowym).

### Historyczne nazwy
- 1896 – Sportovní kroužek Kotva Libeň
- 1899 – SK Meteor Libeň
- 1901 – SK Meteor Praha VIII
- 1948 – Sokol České Loděnice
- 1953 – DSO Spartak Loděnice
- 1957 – TJ Libeň Loděnice
- 1966 – TJ Meteor Praha
- 1976 – TJ Meteor Praha ŽSP
- do 1994 – TJ Meteor Praha, SK Meteor Praha
- 1994 – FK Meteor Praha VIII

### Sukcesy
- występy w I lidze czechosłowackiej: 1925, 1925/26, 1927, 1930/1931
- awans do III ligi (Národni liga, ČFL): 1974, 2013

## Stadion
Wśród najwcześniejszych boisk Meteora wymienia się plac do ćwiczeń wojskowych w pobliżu Invalidovny w dzielnicy Karlín, boisko przy tkalni braci Perutzów w dzielnicy Libeň i boisko przy ulicy Na Stráži w Střížkovie, gdzie Meteor rozegrał pierwsze w historii mecze ligowe.
W 1934 Meteor przeprowadził się na boisko sokolskie za Libeňským zámečkiem i secesyjnym kościołem św. Wojciecha, gdzie gra do dzisiaj. Na stadionie znajduje się zabytkowa drewniana trybuna na 400 miejsc, oryginalny zegar i restauracja. Pojemność obiektu łącznie wynosi 3500 miejsc. 

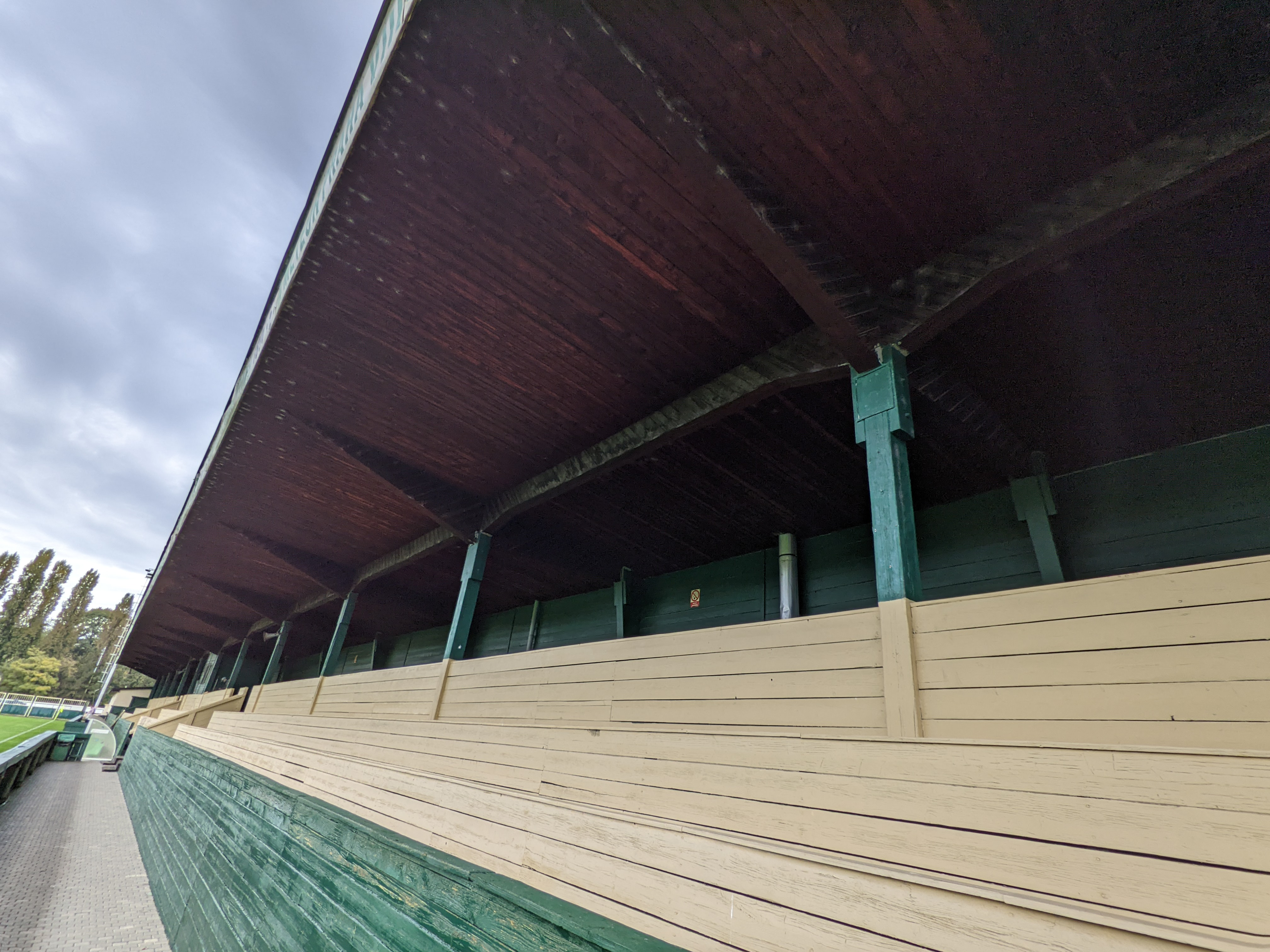
Drewniana trybuna z lat 30. XX wieku
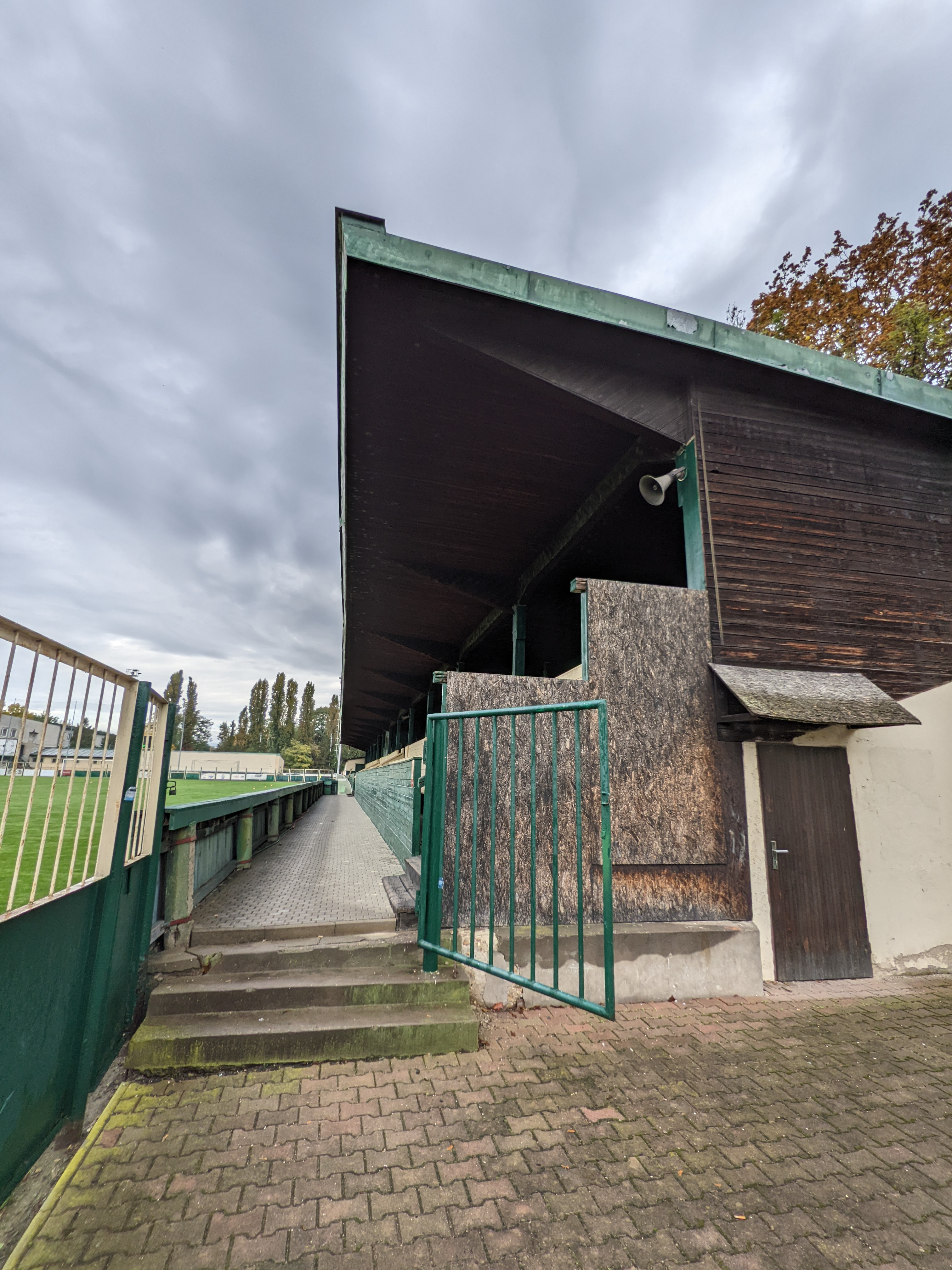
Wejście na trybunę
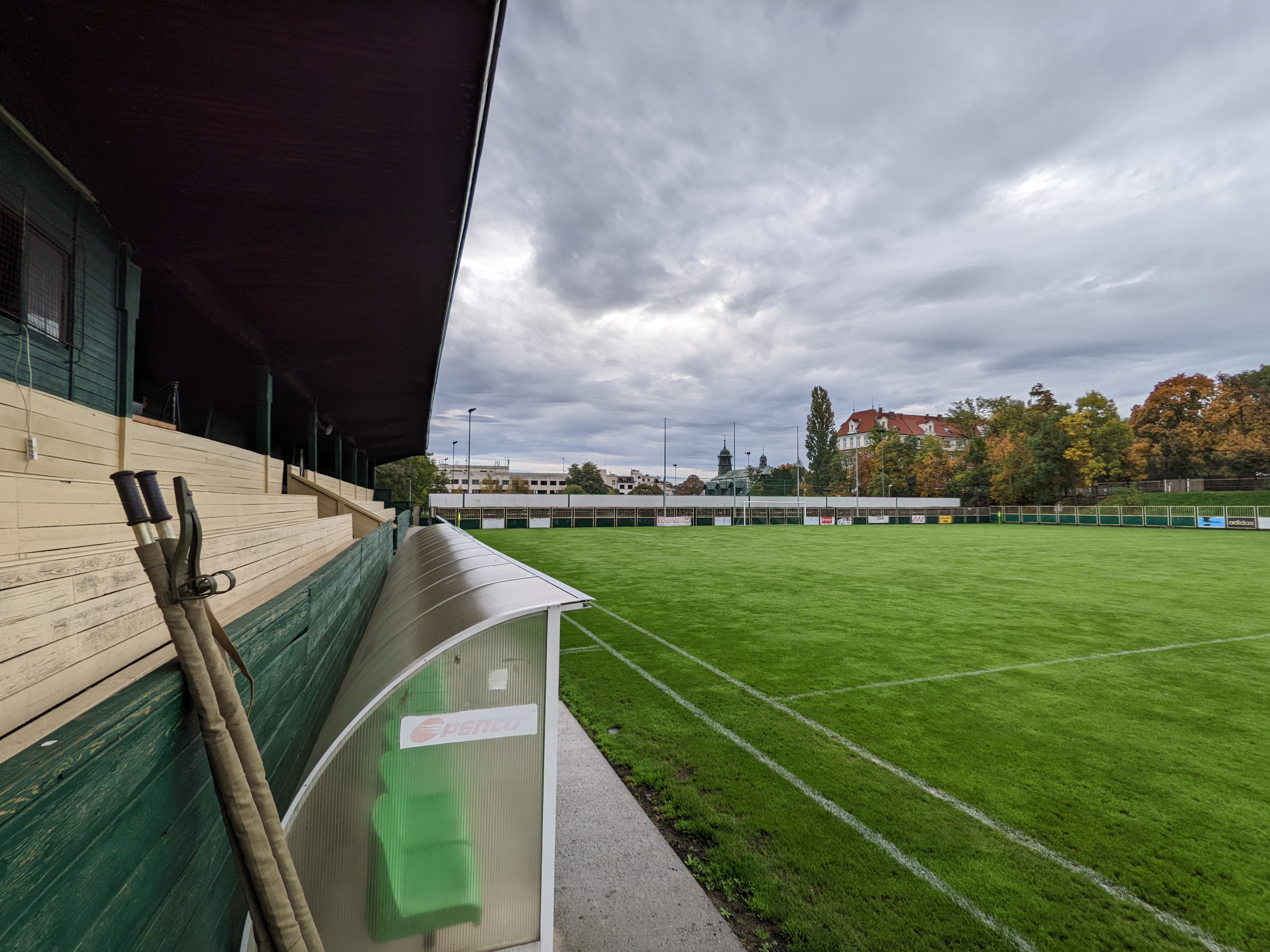
Widok na kościół i budynek Sokoła
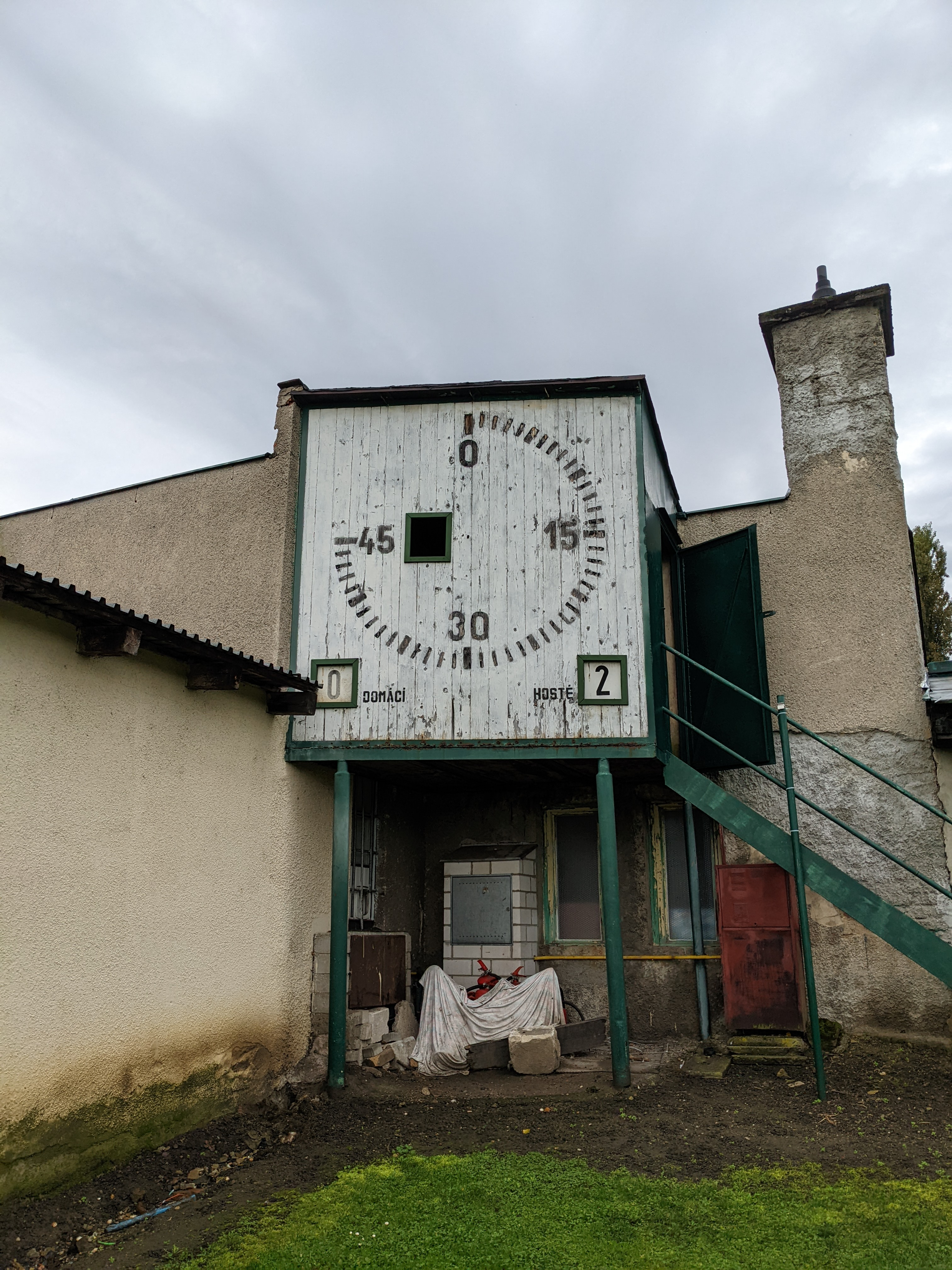
Zegar

### Dojazd
- Autobusy:
  - linia X3 (przystanek Libeňský zámek)
- Tramwaje:
  - linie 1, 3, 6, 8, 14, 24, 25, 90 (przystanek Libeňský zámek)
- Metro:
  - linia B – stacja Palmovka (~900 m)

## Wychowankowie i byli gracze
- Tomáš Čvančara
- David Douděra
- Jozef Jarabinský
- Stanislav Levý
- Jakub Podaný
- Dušan Uhrin jr
- Josef Vojta